# Okręg Locarno
Locarno (wł. Distretto di Locarno, hist. Landvogtei Luggarus) – okręg w Szwajcarii, w kantonie Ticino. Siedziba okręgu znajduje się w mieście Locarno.  
Okręg składa się z siedmiu powiatów (circolo), w skład których wchodzi 19 gmin (comune) o powierzchni 550,57 km² i o liczbie mieszkańców 64 159.

## Powiaty
1. Gambarogno
2. Isole
3. Locarno
4. Melezza
5. Navegna
6. Onsernone
7. Verzasca